# (6459) Hidesan
(6459) Hidesan es un asteroide perteneciente al cinturón de asteroides, región del sistema solar que se encuentra entre las órbitas de Marte y Júpiter.
Fue descubierto el 28 de octubre de 1992 por Kin Endate y Kazuro Watanabe desde el observatorio de Kitami.

## Designación y nombre
Designado provisionalmente como 1992 UY5, fue nombrado en honor a Hideo Sato (n. 1940), miembro del personal del Observatorio Astronómico Nacional (anteriormente Observatorio Astronómico de Tokio) que trabajó por primera vez en la corona solar y luego se trasladó a la Sección de Patrulla del Cielo. El trabajo de su vida es la fotometría de binarias cercanas. También es uno de los miembros destacados del equipo de béisbol del observatorio.

## Características orbitales
Hidesan está situado a una distancia media del Sol de 3,022 ua, pudiendo alejarse hasta 3,342 ua y acercarse hasta 2,703 ua. Su excentricidad es 0,106 y la inclinación orbital 10,612 grados. Emplea 1919,27 días en completar una órbita alrededor del Sol.
Pertenece a la familia de asteroides de (221) Eos.

## Características físicas
La magnitud absoluta de Hidesan es 12,51. Tiene 10,582 km de diámetro y su albedo se estima en 0,208.